# Установка фракціонування Форт-Саскачеван (Plains)
Установка фракціонування Форт-Саскачеван (Plains) – виробництво у канадській провінції Альберта, яке здійснює розділення зріджених вуглеводневих газів (ЗВГ).
Суміш зріджених вуглеводневих газів С3+ (пропан та більш важкі гомологи) подається на майданчик через місцеву трубопровідну систему Fort Saskatchewan Pipeline з Едмонтону (сюди ж вона, зокрема, надходить через ЗВГ-трубопровід Cochrane – Edmonton Pipeline, котрий обслуговує великий газопереробний завод у Кокрані). Фракціонатор Plains у Форт-Саскачевані має потужність з  переробки до 60 тисяч барелів суміші на добу, при цьому отримують біля 10 тисяч барелів пентану та дещо меншу кількість бутану. Залишкову нерозділену пропан-бутанову суміш відправляють для подальшого фракціонування за кілька тисяч кілометрів на схід, на фракціонатор у Сарнії (провінція Онтаріо). Для транспортування використовують трубопровідну систему Enbridge Pipeline, одна з п’яти ниток якої призначена для перекачування нафтопродуктів та зріджених вуглеводневих газів.
Потреби установки обслуговує власне підземне сховище, створене на глибині 1800 метрів у соляних відкладеннях формації Лотсберг (девонський період, товщина може перевищувати двісті метрів). Станом на початок 2000-х тут діяло 10 каверн. Окрім зазначених вище компонентів, з якими працює фракціонатор, у сховищі зберігається постачений по трубопроводу Alberta Ethane Gathering System етан, призначений для розташованого неподалік піролізного виробництва компанії Dow Chemical. У 2001 році на усті свердловини каверни, де зберігалось 160 тис м3 етану, стався вибух, проте на щастя пожежу вдалось швидко загасити.
Фракціонатор ввела в дію у 1983 році компанія Amoco, яка в подальшому об’єдналась із British Petroleum.  В 2011-му остання продала його компанії Plains All American Pipeline.